# 天津汇森女子足球俱乐部
天津汇森女子足球俱乐部是位于天津的一只女足俱乐部，简称天津汇森女足，于1999年成立，曾为中国女子足球超级联赛冠军球队，两次中国女子足协杯冠军，一次中国女子超级杯冠军，一次全国女子足球锦标赛冠军。
2017年12月22日，天津汇森女足宣布解散。

## 球队历史
于1999年，天津汇森女子足球队成立。
前身为1985年建队的天津市女子足球队，当时是国内一支劲旅，由天津足球名宿蔺新江挂帅，但于1989年解散。
1999年重新组队后至今，曾先后夺得2007年中国女子足球超级联赛冠军，2005年以及2006年中国女子足球超级联赛亚军。球队先后接受过天津足坛宿将张贵来、沈其泰、齐玉波、霍建霆等人指导，一跃成为足坛劲旅。2012赛季，球队主教练是前天津泰达队球员王军，带领球队获得足协杯冠军。
2012年底，由于备战全运会，以及王军前去接受足协培训，老帅张贵来再度出山执教球队，齐玉波执教青年队。
2017年12月22日，天津汇森女足宣布解散。

## 俱乐部荣誉
| 荣誉                      | 次數     | 年度          |
| 国内联赛                  | 国内联赛 | 国内联赛      |
| ------------------------- | -------- | ------------- |
| 中国女子足球超级联赛 冠军 | 1        | 2007年        |
| 中国女子足球超级联赛 亚军 | 2        | 2005年 2006年 |
| 全国女子足球联赛 亚军     | 2        | 2011年 2014年 |
| 杯赛                      |          |               |
| 中国女子足协杯 冠军       | 2        | 2007年 2012年 |
| 全国女子足球锦标赛 冠军   | 2        | 1985年 2016年 |
| 中国女子超级杯 冠军       | 1        | 2016年        |

## 外部連結
- 中国足球协会官方网站（页面存档备份，存于）
- 中国足球联赛历史资料